# Cecilia Häll
Cecilia Katarina Jeanette Häll, född 10 juni 1978 i Stockholm, är en svensk skådespelare. Gift med Andreas Blom.

## Filmografi
- 1995 – Nattens barn (TV-serie)
- 1996 – Lilla Jönssonligan och cornflakeskuppen
- 1996–1999 – Tre Kronor (TV-serie)
- 1997 – Beck – Spår i mörker
- 1998 – Jobbet och jag (TV-serie)
- 2000 – Hotel Seger (TV-serie)
- 2003 – Spung (TV-serie)
- 2005 – Kommissionen (TV-serie)
- 2006 – Om Gud vill
- 2006 – Du & jag
- 2006 – Lite som du (TV-serie)
- 2008 – Nim och den hemliga ön
- 2008 – Höök (TV-serie)
- 2008 – Misses lista (TV-serie)
- 2008 – Oskyldigt dömd (TV-serie)
- 2009 – Babysister
- 2011 – Maria Wern – Må döden sova
- 2011 – Jag är konstnär
- 2015 – 100 Code
- 2016 – Maria Wern – Smutsiga avsikter
- 2017 – Farang (TV-serie)
- 2018 – Morden i Sandhamn (TV-serie)